# Slavko Rozgaj
Slavko Rozgaj (Karlovac, 1895. – Zagreb, 1978.), doktor astronomije, plodan promicatelj astronomije, ravnatelj zagrebačke Zvjezdarnice HPD-a, srednjoškolski profesor, pisac astronomskih knjiga
Slavko Rozgaj rodio se 20. travnja 1895. godine u Karlovcu. U godini njegova rođenja Oton Kučera tiskao je prvu hrvatsku astronomsku knjigu "Naše nebo", koja slovi kao najčitanija i sigurno najdraža astronomska knjiga za više generacija ljubitelja astronomije u dvadesetom stoljeću. Na njenim osnovama djelovao je i Slavko Rozgaj, ponijevši u literarnom smislu naziv Kučerinog nasljednika, dok je u smislu popularizacije astronomije Kučerin nasljednik, kroz dugo razdoblje djelovanja, nesumljivo bio Gabrijel Divjanović, iako je i Slavko Rozgaj dao svoj vrijedni doprinos.
Osnovnu školu i gimnaziju Rozgaj je završio u Karlovcu, a studirao je prvo na zagrebačkom, a potom na praškom sveučilištu. Na Filozofskom fakultetu Sveučilišta u Zagrebu studirao je od 1914. godine matematiku kod profesora Majcena, Kiseljaka i Varićaka, a fiziku kod Stjepaneka i Hondla, da bi od 1917. godine studirao astronomiju na Karlovom sveučilištu u Pragu. U Pragu je 1919. godine obranio disertaciju iz astronomije O pretpostavci trećeg tijela u sistemu Algola. Disertacija je pisana na češkom jeziku.
Kako se nije uspio zaposliti kao profesionalni astronom, niz godina službovao je kao profesor astronomije, fizike i matematike, većinom na gimnazijama, u Karlovcu, Bjelovaru, Varaždinu i Zagrebu. Kao stručnjak, predavač i popularizator astronomije dao je značajan doprinos hrvatskoj astronomiji, a na literarnom planu svojim znanstveno-popularnim djelima iz astronomije.
U neobjavljenom rukopisu Zagrebačka zvjezdarnica 1903. – 1953., u 38 kartica, Rozgaj je zapisao da bi mnogo toga što se astronomije u Hrvatskoj tiče, a time i Zvjezdarnice, sigurno sasvim drukčije izgledalo da odlukom Ministarstva prosvjete, školske godine 1948/49., astronomija nije ukinuta kao predmet u srednjim školama. To je dovelo do nezaustavljivoga pada djelovanja, a astronomiju dovelo u poziciju beznačajne i nepotrebne znanosti. I sve to, kako je Rozgaj zamijetio, u godini kad se na Mount Palomaru montirao najveći teleskop na svijetu.
Po završetku Drugoga svjetskog rata i formiranju federativne Jugoslavije, Zvjezdarnica je imala tu sreću da se u redovima partizanskih pobjednika našlo i pojedinaca, zaljubljenika u astronomiju, te je već 1945. godine ponovo otvorena Zvjezdarnica, organizirano Hrvatsko prirodoslovno društvo, te Astronomsko-geofizička sekcija sa zadatkom popularizacije ovih znanosti putem predavanja i promatranja neba. Zanimanje za astronomiju u tim poratnim godinama bilo je veliko te je iste godine počelo i održavanje astronomskog tečaja i promatranja neba. Zvjezdarnicom je prvo vrijeme upravljao odbor Astronomsko-geofizičke sekcije, a godine 1947., kada je došlo do podjele sekcije na Astronomsku i Geofizičku, upravitelj Zvjezdarnice postao je prof. Juraj Golubić. Nakon odlaska prof. Jurja Golubića s mjesta upravitelja Zvjezdarnice, njome je upravljao u kratkom razdoblju dr. Slavko Rozgaj i to od 1949. do 1953.g. Od godine 1953. do umirovljenja Rozgaj je djelovao kao srednjoškolski profesor.
Godine 1975., prigodom 80-te obljetnice rođenja Slavka Rozgaja, na Zvjezdarnici je dr.med. Goran Ivanišević, liječnik priredio izložbu njegovih knjiga i radova i održao prigodno predavanje, a slavljeniku je čestitala uprava Zvjezdarnice, s direktorom Gabrijelom Divjanovićem, Astronomsko-astronautičko društvo SR Hrvatske, te redakcija časopisa "Čovjek i svemir". Umro je tri godine kasnije, 1978. godine, u Zagrebu.
Rozgajev izraziti literarni talent, koji je iskoristio u astronomiji, nastavivši Kučerin stil pisanja književno-znanstvene vrste djela, stavlja ga uz bok Otona Kučere. Premda nije nadmašio svoj uzor, njegove su knjige vrijedan doprinos hrvatskoj astronomiji i danas veoma drage ljubiteljima neba. Tiskao je više astronomskih djela, od kojih su najvažnije i najpopularnije knjige: Astrognozija, Zvjezdano nebo, Razvitak astronomije i Knjiga o zvijezdama, od kojih se najuspjelijom i najpopularnijom smatra Knjiga o zvijezdama.
Asteroid otkriven sa Zvjezdarnice Višnjan, imenovan je njemu u čast, (9813) Rozgaj